# Space Quest 6: The Spinal Frontier
Space Quest 6: The Spinal Frontier è un'avventura grafica sviluppata da Mark Crowe e Scott Murphy per la Sierra On-Line. Il videogioco fu commercializzato nel 1995 per sistemi MS-DOS, Microsoft Windows e Mac OS. The Spinal Frontier è l'ultimo episodio della serie di Space Quest.